# Sudkův Důl (tvrz)
Tvrz Sudkův Důl leží ve stejnojmenné vesnici, která je částí obce Obrataň v okrese Pelhřimov. Nachází se asi dva kilometry na jihozápad od Obrataně. Je chráněna jako kulturní památka.

## Historie
Lidé, které lze považovat za držitele šlechtického sídla ve vesnici Dol, jsou zmiňováni dvěma písemnými zmínkami v letech 1408 a 1475 (ve druhém případě je to Jan Sudek z Dolu, po kterém byla vesnice uměle přejmenována v 19. století). Tento Jan Sudek mohl být případně stavebníkem dochované tvrze, protože její dosavadní datování (podle srovnání s jinými objekty) je pozdně gotické, do druhé poloviny 15. století nebo spíše až do přelomu 15. a 16. století, tedy kolem roku 1500. Spolehlivě je zdejší sídlo s dvorem písemně zmíněno až k roku 1535, přičemž jeho šlechtická funkce nebyla příliš dlouhá: už po sto letech, v průběhu třicetileté války, byla bývalá tvrz součástí sice největší, ale selské usedlosti. Její majitelé se jmenovali, jistě podle své příslušnosti k největšímu dvoru, Dvořákovi, přičemž tento rod držel usedlost více než 350 let, do roku 1998.[zdroj⁠?!]
Někdejší tvrz byla v selské usedlosti upravena, jako v řadě jiných podobných případů, na sýpku, což se ale dělo způsobem ke staré stavbě relativně ohleduplným. Z objektu bylo sice odstraněno to, co bylo příliš spjato s někdejším obytným využitím, ale tím celá adaptace v zásadě skončila. Po vytrhaných dřevěných částech zbyly alespoň jejich čitelné otisky, takže někdejší členění tvrze, její stavební výbava a způsob bydlení patří k nejlépe srozumitelným svého druhu v Čechách (pokud by byla tvrz součástí dále existujícího šlechtického sídla, postupně přestavovaného, zbylo by z její původní stavby a vybavení podstatně méně).

## Stavba
Stavba má jednoduchý obdélný půdorys o vnitřních rozměrech cca 5 × 10 m ve třech podlažích, tedy s mírně věžovým charakterem. Stavební utváření objektu je velmi prosté – z lomového kamene na vápennou maltu bylo vytvořeno nejen zdivo, ale i ostění otvorů: vstupní portál je jednoduchý půlkruhový, vybavený pochvou pro zasouvací závoru, okna jsou většinou štěrbinová, s nikami segmentově zaklenutými nebo prostě přeloženými plochými kameny. Přízemí mělo zřejmě spíše hospodářský charakter – sestupovalo se tu do nevelkého sklepa a dochovala se tu z větší části původní jednoduchá konstrukce stropu z hrubě tesaných dubových trámů. Vyměněné jsou jen dva trámy mezi vstupem a komorou vlevo, což se pozná podle odstraněné původní omítky, která se jinak k čelům trámů přimyká. Komora, zajímavým způsobem vyvýšená nad terén, je zřejmě součástí mladších úprav na sýpku, protože v její dřevěné konstrukci jsou druhotně použité části se stopami odlišné původní funkce (např. pruhy na deskách oddělující stěny znamenají jejich původní funkci ve stropním záklopu). Schody do prvního patra mají starobylou konstrukci s trámovými schodnicemi a stupni z nakoso půlených trámů, přibíjených dřevěnými kolíky. V obou schodnicích jsou ale dlaby po starším odlišném použití.
Jádrem někdejšího obytného využití tvrze bylo první patro, rozdělené kdysi na dva prostory. První měl charakter vstupní síně, do které ústily schody z přízemí a pokračovaly další schody do patra (opět se stejnou starou konstrukcí). Větší polovinu patra zaujímal nejdůležitější prostor – celoročně obytná, vytápěná světnice. Po její později vytrhané dřevěné konstrukci se dochovaly na vnitřním líci zdiva zřetelné otisky, které objasňují jak její charakter, tak postup stavby: nad stropem přízemí zedníci přepustili místo tesařům, kteří sesadili roubenou místnost, a tu pak zedníci obezdili. Světnice měla pět nevelkých oken, před nimiž byly ve. zdivu typické ven rozevřené špalety (tři z těchto oken byla později zazděna). Vnitřní roubení bylo provedeno z nehraněných kuláčů, takže vnitřní charakter místnosti byl obdobný jako u světnic selských roubených domů. Původní dřevěná konstrukce byla odstraněna včetně stropu a mladší původ stropních trámů nad bývalou světnicí je dobře patrný. Stalo se to možná až roku 1830 podle letopočtu, který je napsán na jednom z těchto trámů. Velmi dobře čitelný je i způsob vytápění roubené světnice. Byl nepřímý - tedy z kuchyně v přilehlém koutu sousedící síně (proti schodům do patra), kde se na stěně a dvou stropních trámech dochovaly zřetelné otisky předchůdce dnešních komínů - širokého dole otevřeného dymníku.
Vlevo od drobného okna je podle rozhraní neomítnutého zdiva dobře čitelný jeho obrys, a nad oknem na trámech se dochovaly (kromě zadehtování kouřem) otvory a kolíčky spolehlivě dokládající, že konstrukce dymníku byla dřevěná, chráněná hliněnou mazaninou. Pod dymníkem musela být ve stěně světnice obvyklá sestava otvorů pro kachlová kamna - větší přikládací otvor a nad ním menší otvor pro odvod dýmu. Okno přímo nad topeništěm tu bylo kvůli světlu a také kvůli přístupu vzduchu, potřebného pro vytápěcí provoz. Kamna v přilehlém koutu světnice byla z keramických kachlů, jejichž střepy byly nalezeny při úklidu přízemí. Podle nalezeného zbytku byla ukončena římsou s motivem cimbuří (a bezpochyby byla obvyklým způsobem doplněna rohovou lavicí). Celé druhé patro zaujímal jeden nečleněný prostor jakéhosi sálu, jehož využití bylo ale omezené na teplejší část roku. Nebylo tu žádné vytápěcí zařízení, ale malé přihřívání snad obstaralo těleso dymníku, které tudy procházelo z prvního patra. Dochoval se tu po něm otisk resp. neomítnutý pruh na stěně, který opět názorně dokládá postup stavby – dymník byl hotov dříve, než zedníci zakončili svou práci vnitřní omítkou. V této neomítnuté ploše je možné spatřit mezi kameny ve zdivu i velký kvádr strusky, který zřejmě dokládá v místě existenci nějakého staršího výrobního zařízení. V sousedním koutu sálu je na stěně otisk někdejších schodů do podkroví, které byly opět téhož typu jako obě dochovaná schodiště. Konstrukce stropu a krovu je až z počátku 20. století, s druhotně užitými původními prvky - jsou tu tři staré dubové trámy s odříznutými konci, z nichž jeden (podle stejných stop jako o patro níže) opět souvisel s konstrukcí dymníku.
Další menší prvky původní konstrukce krovu byly použity jako podložky na koruně zdiva, které bylo oproti středověkému stavu o něco sníženo. Původní krov byl podobného tvaru a o něco strmější – jeho podoba je ještě zachycena na několika fotografiích. Na stěnách jsou téměř v celém rozsahu dochovány původní pozdně gotické omítky. Nejzajímavějším prvkem sálu je útvar okna v čelní jihovýchodní stěně, vybavený typickými středověkými sedátky dosud s autentickými, byť poškozenými dřevěnými deskami. Také trámková zárubeň okna, osazená ve vnějším líci stěny, je zřejmě středověká, pravděpodobně jediná svého druhu v Čechách. Podle dlabů a vrtaných děr pro spojovací kolíky v ní chybí pevný dělicí kříž, jehož větší část byla druhotně osazena jako mladší zárubeň v menším okně vpravo. Na stěně mezi oběma okny je na stěně rytá neumělá kresba tří postav vojáků s výraznými vysokými čepicemi, provedená asi v 18. století.

## Patrimonium pro futuro
V roce 2016 získala tvrz v Sudkově Dole zvláštní cenu ředitelky Národního památkového ústavu v rámci soutěže Patrimonium pro futuro za obnovu středověkých omítek a výměnu střešní krytiny.

## Prohlídky tvrze
Tvrz Sudkův Důl je návštěvníkům přístupná zdarma, ale výhradně po předchozí e-mailové domluvě s majiteli.

## Cidrerie
V roce 2016 byl objekt stáje z roku 1867 přeměněn na cidrerii (sklep, kde fermentuje a zraje cider). Konverze proběhla pod odborným dohledem orgánu státní památkové péče tak, aby veškeré úpravy související s novým využitím objektu byly reverzibilní a nesnižovaly stávající architektonicko-historické hodnoty budovy. Tvrzi v Sudkově Dole byl touto konverzí po desetiletích znovu vrácen její hospodářský rozměr.